# 5849 Bhanji
Az 5849 Bhanji (ideiglenes jelöléssel (5849) 1990 HF1) a Naprendszer kisbolygóövében található aszteroida. Eleanor F. Helin fedezte fel 1990. április 27-én.